# Svalbarðsnúpur
Svalbarðsnúpur är ett berg i republiken Island. Det ligger i regionen Norðurland eystra, 300 km nordost om huvudstaden Reykjavík. Toppen på Svalbarðsnúpur är 703 meter över havet, eller 379 meter över den omgivande terrängen. Bredden vid basen är 7,9 km.
Trakten runt Svalbarðsnúpur är nära nog obefolkad, med mindre än två invånare per kvadratkilometer. Det finns inga samhällen i närheten. Omgivningarna runt Svalbarðsnúpur är i huvudsak ett öppet busklandskap.